# NBC kup za žene
NBC kup je godišnje natjecanje europskih klubova u kuglanju klasičnim načinom, a organizira ga sekcija za kuglanje klasičnim načinom Svjetske kuglačke asocijacije (WNBA-NBC, eng. World Ninepin Bowling Association - Ninepin Bowling Classic). Igra se od 2002. godine.

## Prvaci i doprvaci
| sezona | pobjednik                  | drugoplasirani               |
| ------ | -------------------------- | ---------------------------- |
| 2002.  | Metrom Brasov              | Köfern Szekesfehervar        |
| 2003.  | Elöre SC Budimpešta        | KSC 73 Mörfelden             |
| 2004.  | Zagreb                     | Vojvodina Novi Sad           |
| 2005.  | Zagreb                     | ZTE-ZAEV Nöi TE Zalaegerszeg |
| 2006.  | Conpet Petrolul Ploiesti   | Rijeka Kvarner WSO           |
| 2007.  | Zagreb                     | Rapid Vonta Bukurešt         |
| 2008.  | Ferencvarosi TC Budimpešta | ASKÖ KSC Schneegattern       |
| 2009.  | CKD Blansko                | Conpet Petrolul Ploiesti     |
| 2010.  | Brest Cerknica             | Podravka Koprivnica          |
| 2011.  | Istra Poreč                | BBSV Wien (Beč)              |
| 2012.  | Zagreb-Zaboky              | Istra Poreč                  |
| 2013.  | KV 1996 Liedolsheim        | Valasske Mezirici            |
| 2014.  | Istra Poreč                | Balatoni Vasa SE             |
| 2015.  | KV Liedolsheim             | Istra Poreč                  |
| 2016.  | KC Schrezheim              | Slavia Prag                  |
| 2017.  | Ipartechnika Gyor          | Istra Poreč                  |
| 2018.  | SKK 98 Poing               | KV 1996 Liedolsheim          |
| 2019.  | KV Liedolsheim             | KC Schrezheim                |

## Unutrašnje poveznice
- NBC kup
- Liga prvakinja
- Svjetski kup
- Europski kup
- Prva hrvatska kuglačka liga za žene

## Vanjske poveznice
- wnba-nbc.de  Arhivirana inačica izvorne stranice od 6. lipnja 2017. (Wayback Machine)
- WNBA-NBC  Arhivirana inačica izvorne stranice od 27. veljače 2014. (Wayback Machine)